# Caroline Curren
Caroline Curren (ur. 31 października 1962) – australijska judoczka. Olimpijka z Sydney 2000, gdzie zajęła trzynaste miejsce w wadze ciężkiej.
Zdobyła trzy medale na mistrzostwach Oceanii w latach 1996 - 2000. Mistrzyni Australii w 1996 i 1997 roku.

## Letnie Igrzyska Olimpijskie 2000
| Konkurencja | Eliminacje            | Repasaże               | Klas. końcowa |
| Konkurencja | Przeciwnik I          | Przeciwnik I           | Miejsce       |
| ----------- | --------------------- | ---------------------- | ------------- |
| +78 kg      | Daima Beltrán (CUB) P | Kim Seon-young (KOR) P | 13.           |